# Mékrou (folyó)
A Mékrou folyó Nyugat-Afrikában.

## Jellemzői
A Niger mellékfolyója, hossza 410 km. Az Atakora-hegységben ered Beninben. Északkeleti irányba folyik, határt képezve Benin és Burkina Faso, valamint Niger között, végül a Niger-folyóba ömlik. A folyó a száraz évszakban kiszárad. A torkolatánál három ország területén osztozik a W Regionális Park, mely bioszféra-rezervátum és részben világörökség.

## Fordítás
- Ez a szócikk részben vagy egészben  a   Mekrou river című angol Wikipédia-szócikk fordításán alapul.  Az eredeti cikk szerkesztőit annak laptörténete sorolja fel. Ez a jelzés csupán a megfogalmazás eredetét és a szerzői jogokat jelzi, nem szolgál a cikkben szereplő információk forrásmegjelöléseként.